# Jennifer Walshe

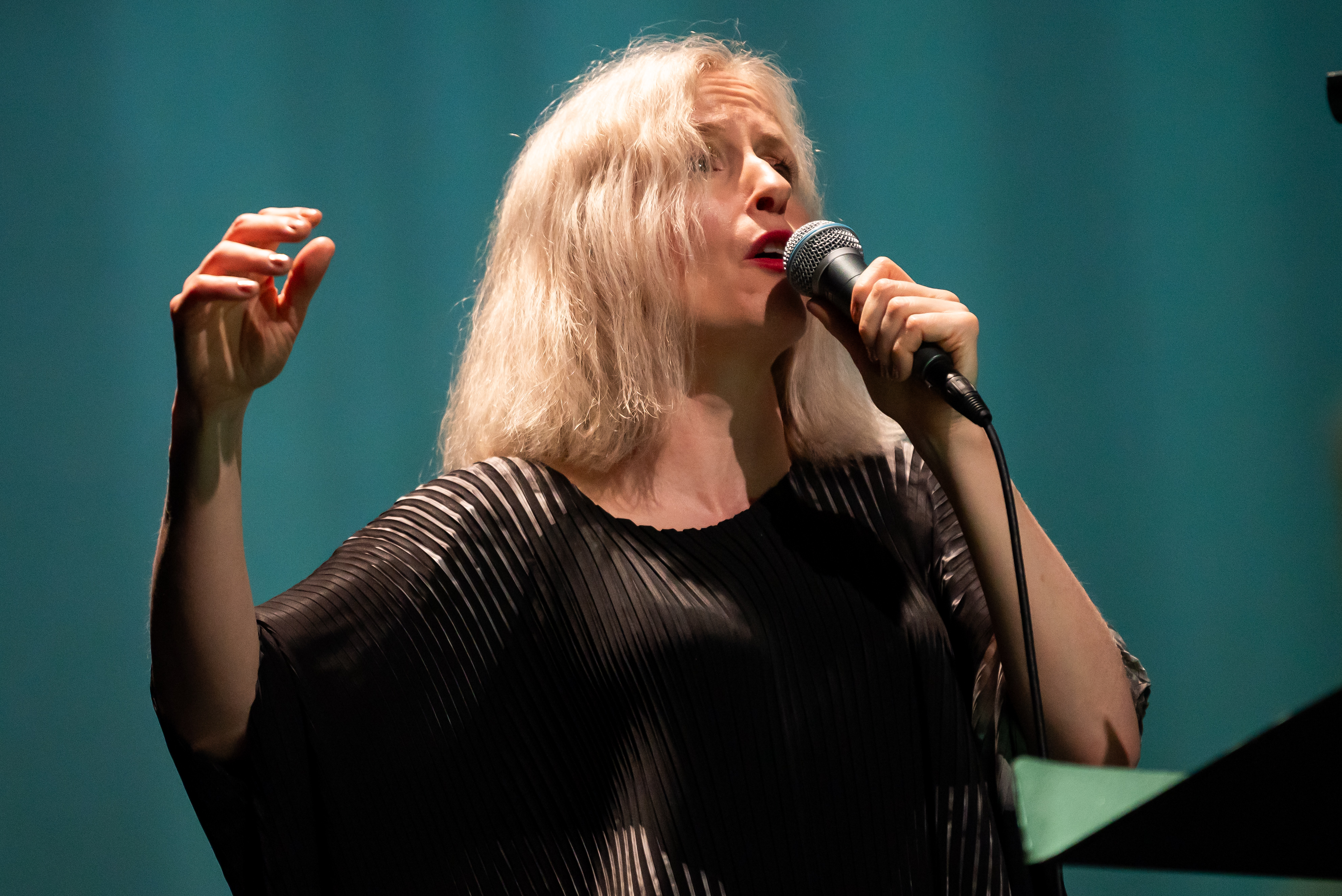
Jennifer Walshe w 2024 r.

Jennifer Walshe (ur. 1 czerwca 1974 w Dublinie) – irlandzka kompozytorka, wokalistka, performerka i pedagog.

## Życiorys
Jej ojciec m.in. grał w zespole popowym, a matka była pisarką. W wieku 10 lat rozpoczęła naukę gry na trąbce i później występowała w Młodzieżowej Orkiestrze Irlandii. Kompozycją zajęła się w wieku 19 lat. Ukończyła Royal Scottish Academy of Music and Drama, doktorat zaś obroniła na Northwestern University w Chicago. 
Prowadzi zajęcia z kompozycji i wykonawstwa na Międzynarodowych Letnich Kursach Nowej Muzyki w Darmstadcie.
Mieszka w Londynie.

## Twórczość
Wykorzystuje instrumenty klasyczne wraz z innymi źródłami dźwięku, chętnie używa rozszerzonych technik instrumentalnych i wokalnych. 
Jest autorką kilku nośnych konceptów, które spotkały się z szerokim zainteresowaniem w muzyce współczesnej, w tym manifestu Nowej Dyscypliny.

Walshe zauważyła, że ona sama i jej rówieśnicy coraz częściej włączają do utworów elementy teatru, ruchu, gestu; internetowe cytaty, memy i znaleziska, które przekładają się na wydarzenia dźwiękowe. W swoim krótkim tekście powstałym na potrzeby festiwalu Borealis pisała, że:

Nowa Dyscyplina to sposób tworzenia – zarówno komponowania, jak i przygotowywania utworów do wykonania. Nie jest to jednak styl, choć utwory mogą mieć podobną estetykę. Kompozytorzy tworzący w ten sposób sięgają do tańca, teatru, filmu, wideo, sztuk wizualnych, instalacji, literatury i stand-upów.

## Nagrody
W 2000 została uhonorowana Nagrodą Kranichsteina. Dwukrotnie zdobyła British Composer Award.